# Glorup
Glorup es una casa señorial situada entre Nyborg y Svendborg, en el sureste de la isla danesa de Fionia. Reconstruida entre 1763 y 1765 según el diseño de Nicolas-Henri Jardin y su discípulo Christian Josef Zuber, está considerada como una de las mejores muestras del barroco danés y fue incluida en el Canon de la Cultura Danesa de 2006.

## Historia

### Historia temprana
Glorup se menciona por primera vez en 1390, pero no se sabe nada del edificio en esa época y el nombre puede referirse a un pueblo más que a un edificio.
La primera documentación fidedigna de Glorup data del Renacimiento, cuando Christoffer Valkendorff construyó una casa de cuatro alas en dos plantas con cuatro torres, rodeada por un foso. Era un edificio impresionante para su época, pero de esta casa solo quedan los cimientos de la bodega y una lápida de arenisca con un caballo y el escudo de Valkendorf. Actualmente, la lápida se encuentra colocada sobre una puerta del antiguo picadero.
Glorup fue propiedad de la familia Walkendorff desde 1400 hasta 1661, cuando se vieron obligados a vender la finca debido a los daños causados por las Guerras del Norte. De 1661 a 1711, Glorup fue propiedad de la familia Ahlefeldt, antes de pasar a manos de la familia Plessen.

### Rediseñando la casa
En 1723, el consejero privado danés Christian Ludvig Scheel-Plessen heredó Glorup y, entre 1743 y 1744, reconstruyó la casa con la ayuda del arquitecto Philip de Lange. Se eliminó una planta y se colocó un tejado mansard en las cuatro alas. La casa fue enlucida y encalada. El estilo formal de la época era barroco.

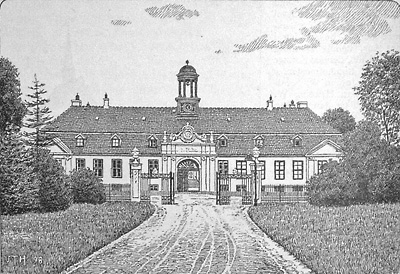
Dibujo de la casa de 1898

Tras la muerte de Scheel-Plessen en 1762, Glorup fue adquirido por el conde Adam Gottlob Moltke, de Bregentved, quien al mismo tiempo compró Rygaard, el señorío vecino, por 120 000 rigsdaler. Parte del coste fue sufragado por un premio de 60 000 coronas que había ganado en la lotería, junto con la dote que recibió de su segunda esposa. Moltke, un destacado y hábil agricultor, recuperó el señorío con la ayuda de la subida de los precios de los productos agrícolas en Europa. El conde Moltke estaba muy satisfecho con su nueva adquisición, pero la casa ya parecía anticuada. Por ello, decidió modernizarla y encargó su construcción al arquitecto más importante de Dinamarca, Nicolas-Henri Jardin, que acababa de ayudarle en el palacio de Marienlyst, y al diseñador arquitectónico Christian Josef Zuber.

### Ampliaciones del parque
Hasta que Moltke adquirió Glorup, solo había un pequeño jardín delante del ala sur de Glorup. Moltke construyó un jardín inglés más grande al suroeste del castillo. También fue Moltke quien plantó las avenidas arboladas. 
Cuando la granja doméstica se trasladó en la década de 1860, quedó espacio para ampliar los jardines. Los diseñó el arquitecto paisajista Henrik August Flindt entre 1862 y 1875, con el jardinero jefe Ditlev Christian Ernst Eltzholtz (1838-1928) a cargo del trabajo in situ. Eltzholtz aprendió jardinería de su padre, Johan Christoffer Eltzholtz (1801-1883), jardinero jefe de Brahetrolleborg, en la isla de Fyn (Dinamarca). En la isla del pequeño lago se construyó una fuente con leones rociando agua. Entre los nuevos jardines había también un jardín francés a orillas del lago, con flores y arbustos en patrones ornamentales formales, y con dos hileras de estatuas que representaban dioses y diosas griegos y romanos. Cada año se sembraban 100 000 plantas en los invernaderos. 

## Arquitectura

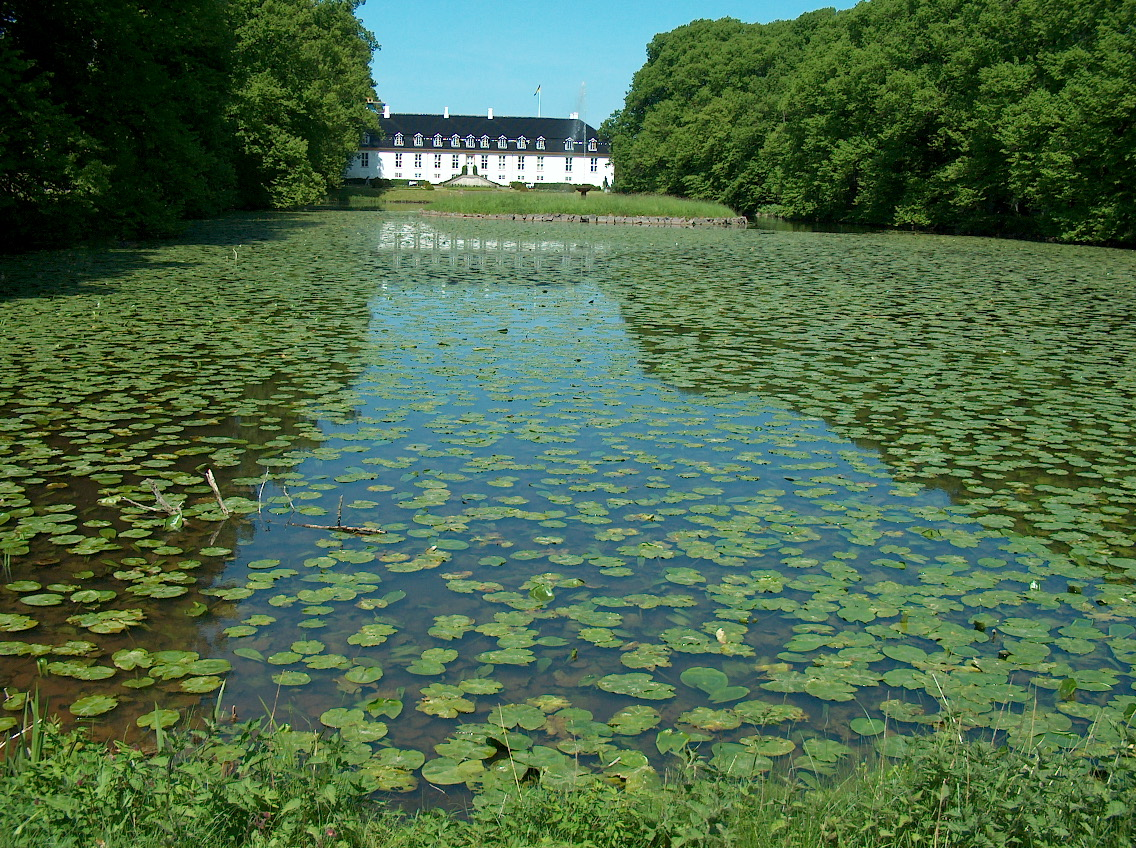
La casa vista desde lejos

La mansión de Glorup consta de cuatro alas bajas encaladas con marcos de ventanas, cornisas y pilastras parcialmente pintadas de amarillo. El tejado, con grandes mansardas, está cubierto de tejas negras vidriadas. La flecha del tejado se añadió entre 1773 y 1775. 
Una amplia escalinata conduce a la entrada principal y hay escalinatas similares en los lados norte y sur de la casa. El interior está decorado con elegancia y cuenta con una serie de salas, especialmente el comedor, decorado en oro y blanco, y el vestíbulo con su doble escalera.
La capilla, de estilo neogótico, data de 1898. Tiene un interior católico y una capilla sepulcral. 

## Parque

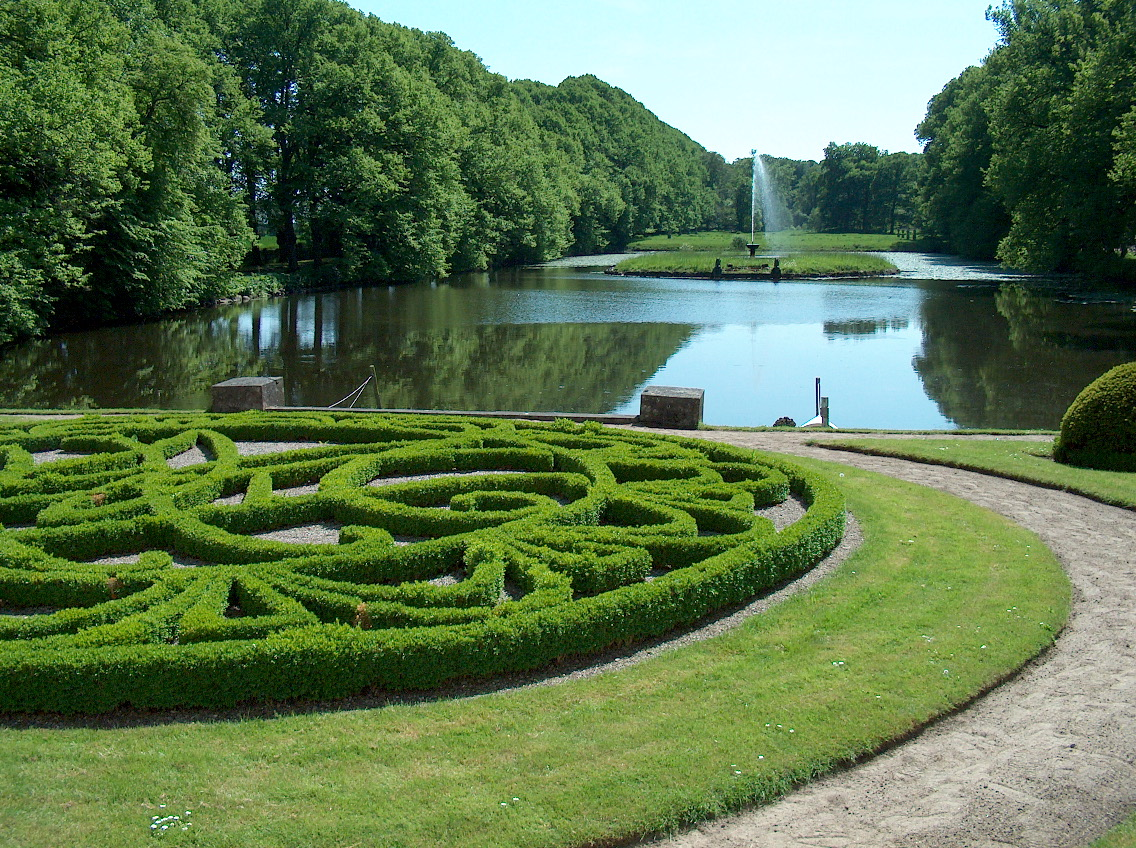
El jardín y el lago

La mansión se encuentra en una campiña ondulada con numerosos lagos y pantanos. El parque consta de dos secciones: un jardín formal barroco francés y un jardín paisajista anglo-chino. Ambos están delimitados por largas avenidas de tilos, casi paralelas, que se proyectan hacia los alrededores. Fundado a mediados del siglo XVIII, el jardín anglo-chino es uno de los primeros complejos de jardines románticos del país. En el parque se encuentran robles y árboles frutales, así como variedades exóticas como secuoyas gigantes, ginkgos y un tulipero. Los sinuosos senderos conectan pabellones, estatuas, jarrones y un estanque de espejos.

### Obelisco
En el parque hay un obelisco que conmemora una reunión familiar en Glorup en 1778. En las lápidas figuran los nombres y títulos de los 32 miembros de la familia que asistieron a aquella reunión. El monumento fue diseñado por el escultor real Johannes Wiedewelt. Una inscripción revela el deseo de la anfitriona de que su familia viviera para siempre en el paraíso. 

### Capricho
El parque también contiene un capricho de 1868, construido en forma de pequeño templo con seis columnas dóricas. En ella se halla la escultura de Andrómeda, de Johannes Wiedewelt, de 1764. La estatua se colocó originalmente en la mansión de Moltke en Copenhague, que ahora forma parte del palacio de Amalienborg. La estatua representa a Andrómeda, condenada a ser encadenada a una roca como sacrificio para aplacar a un monstruo marino por la jactancia de su madre.

### Ruina del puente
Otro elemento romántico situado no lejos del templo era un puente colgante que cruzaba una rambla. Construido en 1867, medía 138 pies de largo. Hoy en día solo quedan las torres.

### Piedra inscrita
En la pequeña isla hay una piedra con una inscripción contradictoria en francés que reza:
"La nudité de ce monument sans Epitaphe et sans Inscription dit aux âmes sensible et honnêtes tout ce qu'il est possible de dire"
(Español: «La desnudez de este monumento sin epitafio y sin inscripción dice a las almas sensibles y honestas todo lo que es posible decir». 

## Glorup hoy
La familia Moltke, propietaria de Glorup y Rygaard desde 1843 como Moltke-Huitfeldt, sigue siéndolo en la actualidad. El edificio que se ve hoy es, en casi todos los aspectos, igual que en 1765. La granja doméstica se trasladó lejos del edificio principal en 1860. El parque es de acceso público.
La finca Glorup, que incluye la mansión Rygaard, tiene una extensión de 1 132 hectáreas.